# 縮小燈

於多啦A夢動畫裡的縮小電筒

縮小燈是日本漫畫《多啦A夢》的一種特殊法寶，能把物體縮小。

## 概要
外型如同圓筒狀手電筒，只要按下開關就會發出光線，縮小物體的體積與重量，再照一次便恢復原狀。有時間的限制，若不持續照射，一陣子後便會恢復原狀。
功能相反的道具是放大燈，哆啦A夢偶爾會搞混這兩者。
此外，在大長篇也是相當有威力的武器，透過把敵人縮小來降低威脅性。

## 在哆啦A夢大長篇中
- 大雄的大魔境
- 在大雄的宇宙小戰爭以及大雄的宇宙小戰爭2021中，因為縮小燈被宇宙人搶奪，大雄一行人才被迫以縮小後的姿態與宇宙人展開對決。
- 大雄與鐵人兵團
- 新·大雄的大魔境
- 大雄的新恐龍